# Telma Monteirová
Telma Alexandra Pinto Monteiro (* 27. prosince 1985 Almanda) je portugalská zápasnice – judistka, bronzová olympijská medailistka z roku 2016.

## Sportovní kariéra
K judu jí přivedla starší sestra Ana ve 14 letech, když několik let hrála aktivně fotbal. Začínala v klubu Construções Norte/Sul v rodné Almadě pod vedením Vítora Caetana. V roce 2003 jí reprezentační trenér António Matias zařadil do přípravy na olympijskou sezonu 2004, do které měla impozantní nástup. Vítězstvím na turnaji v Leondingu a Římě v pololehké váze do 52 kg si zajistila kvalifikaci na olympijské hry v Athénách, kde prohrála ve čtvrtfinále s Francouzskou Euranieovou v prodloužení minimálním rozdílem na koku za šido.
V roce 2007 se druhým místem na mistrovství světa v Riu kvalifikovala na olympijské hry v Pekingu, ale rok 2007 byl pro ní v mnoha směrech kritický. Začala mít problémy se shazováním váhy, které vyústili v neshody a rozchod s osobním trenérem Caetanem. Přestoupila do nově vzniklé judistické sekce populárního sportovního klubu Benfica Lisabon, kde se jí ujal trenér Emílio Costa. V lednu 2008 zemřel po přípravném tréninku ve věku 43 letech reprezentační trenér António Matias. Přes tyto komplikace se na olympijské hry v Pekingu dokázala připravit, ale podobně jako před čtyřmi roky nezvládla čtvrtfinálový taktický zápas s domácí Číňankou Sian Tung-mej. Po olympijských hrách v Pekingu přestoupila do vyšší lehké váhy do 57 kg. Na své třetí olympijské hry v Londýně v roce 2012 odjížděla jako úřadující mistryně Evropy. V úvodním kole nastoupila proti Američance Marti Malloyové, kterou ten rok již dvakrát těsně porazila. Vyrovnaný zápas dospěl do prodloužení, ve kterém minutu před koncem nedotáhla rukama techniku o-uči-gari, vzápětí pustila Američanku pravý úchopem na svá záda a po technice sumi-gaeši zápas prohrála. Vytoužené olympijské medaile se dočkala až při svém čtvrtém startu v roce 2016. Na olympijských hrách v Riu prohrála ve čtvrtfinále v prodloužení na pasivitu (šido) s Mongolkou Sumijou, ale přes opravy porazila na juko v zápase o třetí místo Rumunku Corinu Căprioriuovou a získala bronzovou olympijskou medaili.

### Vítězství
- 2004 - 2x světový pohár (Leonding, Řím)
- 2005 - 1x světový pohár (Madrid)
- 2006 - 1x světový pohár (Moskva)
- 2007 - 2x světový pohár (Vejen, Lisabon)
- 2008 - 1x světový pohár (Bukurešť)
- 2009 - 4x světový pohár (Hamburk, Sofia, Lisabon, Rio de Janeiro)
- 2011 - turnaj mistrů (Baku)
- 2012 - 1x světový pohár (Paříž)
- 2013 - 1x světový pohár (Sofia)
- 2014 - 1x světový pohár (Varšava)
- 2015 - 1x světový pohár (Abú Dhabí)
- 2017 - 1x světový pohár (Minsk)
- 2018 - 1x světový pohár (Tbilisi)

## Výsledky
| Olympijské hry     |     |    | úč. |    |    |     | úč. |    |    |     | úč. |     |    |    | 3. |    |     |    |  |  |  |  |  |  |  |  |  |  |  |  |  |  |  |  |  |  |
| Mistrovství světa  |     | —  |     | 3. |    | 2.  |     | 2. | 2. | úč. |     | úč. | 2. | 7. |    | 5. | úč. |    |  |  |  |  |  |  |  |  |  |  |  |  |  |  |  |  |  |  |
| Evropské hry       |     |    |     |    |    |     |     |    |    |     |     |     |    | 1. |    |    |     | 3. |  |  |  |  |  |  |  |  |  |  |  |  |  |  |  |  |  |  |
| Mistrovství Evropy | —   | —  | 3.  | 3. | 1. | 1.  | —   | 1. | 3. | 2.  | 1.  | 3.  | 3. | 1. | —  | —  | 3.  | 3. |  |  |  |  |  |  |  |  |  |  |  |  |  |  |  |  |  |  |
| ME do 23 let       | —   | —  | —   | 2. | 1. | úč. |     |    |    |     |     |     |    |    |    |    |     |    |  |  |  |  |  |  |  |  |  |  |  |  |  |  |  |  |  |  |
| MS juniorů         | úč. |    | 3.  |    |    |     |     |    |    |     |     |     |    |    |    |    |     |    |  |  |  |  |  |  |  |  |  |  |  |  |  |  |  |  |  |  |
| ME juniorů         | úč. | 5. | 1.  |    |    |     |     |    |    |     |     |     |    |    |    |    |     |    |  |  |  |  |  |  |  |  |  |  |  |  |  |  |  |  |  |  |